# 草野忠重
草野 忠重（くさの ただしげ、1955年10月1日 - ）は、熊本県出身のプロゴルファー。

## 来歴
九州学院高等学校出身。
5歳からゴルフを始め、地元のくまもと阿蘇カントリークラブ湯の谷コースで腕を磨き、1978年にプロ入りする。
1980年のサントリーオープンでは初日に68をマークし、河野高明・島田幸作・鷹巣南雄・橋本和夫、ビル・ロジャース（アメリカ）と並んでの2位タイでスタートした。
1980年の九州オープンでは初日に鈴木規夫の持っていたコースレコードとタイの68をマークし、自身のレコードを破る67で首位の鈴木と1打差2位に着ける。2日目には78を叩いて5位タイに後退するが、3日目には69をマークして鈴木・秋富由利夫に次ぐ3位に浮上し、最終日も3位で終えた。
1981年の札幌とうきゅうオープンでは初日に小雨混じりの中で69をマークし、入江勉・島田・上野忠美、グラハム・マーシュ（オーストラリア）、磯崎功と並んでの3位タイでスタートする。
1987年と1992年には東急大分オープンで優勝し、1987年のゼンリン福岡オープンでは田中泰二郎・吉村金八・手嶋啓二と並んでの2位タイに入った。
2006年からはシニアツアーに参戦し、日本オープンを最後にレギュラーツアーから引退。
2006年の九州オープンでは初日を首位と1打差2位でスタートし、2日目には首位と3打差3位に着けた。
2014年のアオイ電子カップ香川県オープンでは2打差に20人がひしめく大混戦となった初日をボギーなしの68で回り首位タイ発進を決め、最終日には10位タイに入った。
2023年には川上典一・蔵岡伸二と共にゴールドルーキーとなり、ホームコースのくまもと阿蘇CC湯の谷コースで行われた関西プロゴールドシニアに出場。初日のスタート10番パー4でセカンド残り130ヤードを9番アイアンで2mに着けてバーディー先攻。13番ではティーショットを右にプッシュしてOBにしたがボギーで凌ぐと、続く14番パー5で上から3mのパッティングを沈めてスコアを戻す。後半1番パー4では6m、「馬の背」と言われる名物ホール3番パー5ではドライバー、ユーティリティーを駆使しボールを運び、サードショットは80ヤードを2mにつけてバーディー奪取。続く7番パー3で138ヤードを9番アイアンでピン右横2.5m、5つ目のバーディーと快進撃を演じる。7番パー4では3パットボギーとスコアを落としたが、5バーディー2ボギー、3アンダー69でスコアをまとめ首位スタートを切る。最終日には中尾豊健の逆転を許し、中村彰男・時田陽充と並んで通算3オーバー147の2位タイに終わった。
日本プロゴールドシニアでは最終日にツアーで活躍していた飯合肇・室田淳・高橋勝成とのラウンドで緊張し、前半は1バーディー・1ボギーのイーブンパーでターン。興奮状態から平常心を取り戻した後半は10、11番で連続バーディーを仕留めたが、ボギー・バーディー・ボギー・バーディーと一進一退を繰り返す。強弱のある風を見極めながら、難易度の高い最終18番でバーディーフィニッシュを飾り、2日間69で通算6アンダー2位タイに入る健闘を見せた。
現在は大分県別府市「城島高原ゴルフクラブ」で鈴木の一番弟子として後進の指導に当たり、多くのプロゴルファーを育成するほか、県ジュニアやアマチュアの指導者として活躍。
一時は大分ケーブルテレコムでレッスン番組『草野忠重のGolf clinic』に出演していたが、別府市・日出町のケーブルテレビ「CTBメディア」で『草野プロのわくわくGOLF』を持っている。

## 主な優勝
- 1987年 - 東急大分オープン
- 1992年 - 東急大分オープン